# Samuraj (film, 1965)
Samuraj (japonsky: 侍) je černobílý japonský film režiséra Kihači Okamota z roku 1965.
Děj filmu je zasazen do roku 1860, do doby těsně předcházející reformám Meidži, které navždy změnily japonskou společnost a zrušily společenskou třídu samurajů.
Film je příběhem Curičijo Niira (Mifune), nelegitimního syna mocného daimjó, který se stává nejen skvělým šermířem, ale i společenským vyvrhelem. Film je založen na skutečné události zavraždění vrchního seniora Naosuke Ii před bránou Sakurada hradu Edo.